# Lista över webb-TV i Sverige
Flera svenska TV-kanaler erbjuder delar av sitt innehåll via så kallade "Catch up"-tjänster via webb-TV. Nedan följer en lista över svenska TV-kanaler och andra företag som erbjuder webb-TV (med undantag för tjänster markerade med **). De flesta av dessa tjänster kan ses kostnadsfritt (köptjänster är markerade med *). 

## Ordinarie TV-kanaler som erbjuder webb-TV

### Sveriges Television
Sedan 2006 sänder SVT sitt TV-utbud på Internet.
- SVT Play erbjuder det mesta av SVT:s TV-sändningar. [1]
- SVT Flow lät tittaren följa en livestreamad tablå men ändå med möjligheten att spola fram och tillbaka.

SVT hade även tre mindre nisch-kanaler:
- SVT Play Prima erbjuder ett urval av SVT:s serier som sänds i högre bildkvalitet. [2]
- SVT Play Rapport är en nyhetskanal som visar Rapport-redaktionens senaste nyhetsreportage.
- SVT Play Bolibompa visar SVT:s utbud av barnprogram på ett, för barnen, användarvänligt sätt.

### Nordic Entertainment Group
Sänder det mesta av sitt utbud genom följande tjänster::
- Viaplay (prenumerations- och betaltjänst som visar innehåll från TV3, TV6, TV8, TV10, samt utländska tv-serier och filmer) [3]

- Viafree (reklamfinansierad tjänst som visar innehåll från TV3, TV6, TV8, TV10, samt utländska tv-serier och filmer) [4]

### TV4-gruppen
Sänder det mesta av sitt utbud genom följande tjänster:
- TV4 Play (reklamfinansierad tjänst som visar ett urval av programmen från TV4, Sjuan och TV12 [5]
- Cmore (prenumerations- och betaltjänst som visar alla TV4-Gruppens program, filmer och dokumentärer) [6]

### Discovery Networks
Sänder det mesta av sitt utbud genom följande tjänster:
- Dplay (tjänst som visar utvalda program från Kanal 5, Discovery Channel, Eurosport, Kanal 9, Kanal 11, Animal Planet, TLC och ID.[7]

### Riksförbundet för Öppna Kanaler i Sverige
Riksförbundet för Öppna Kanaler i Sverige (RÖK) är en grupp av lokala öppna kanaler som liknar USA:s "Public Access" kanaler. 

- Öppna Kanalen Göteborg [8]
- Öppna Kanalen Stockholm[9]
- Öppna Kanalen Skövde [10]
- Öppna Kanalen Växjö [11]
- Lokal-TV Uddevalla[12]

### Övriga TV-kanaler
- Kanal 100 [13]
- MTV [14]
- Eurosport [15]

## Ren webb-TV
- Viaplay
- HBO Nordic
- Netflix
- Himlen TV7 (gratistjänst med svenskspråkig kristen webb-tv och play-tv med programarkiv)[16]
- Magine

## Företagsrelaterad webb-TV

### Finans och näringsliv
- EFN (Tidigare Handelsbanken TV) [17]

### Evenemang och fritid
- Oscarsgalan** [18]
- Fritidsresor [19]
- SF Anytime är en filmtjänst från SF Bio som mot en månadsavgift eller styckepris visar filmer (musikfilmer visas gratis)* [20]

### Tidningar
- Expressen [21]
- Dagens Industri [22]
- Dagens Nyheter [23]
- Svenska Dagbladet [24]
- Aftonbladet [25]
- E24.se [26]
- Veckorevyn [27]

### Tidningar (geografiskt)
- Dalarnas Tidningar [28]
- Göteborgs-Posten [29]
- Helsingborgs Dagblad [30]
- Länstidningen Östersund [31]
- Nerikes Allehanda [32]
- Norra Västerbotten [33]
- Norrbottens-Kuriren [34]
- Norrköpings Tidningar [35]
- Sundsvalls Tidning [36]
- Sydsvenskan [37]
- Upsala Nya Tidning [38]
- Västerbottens-Kuriren [39]

## Samhällsrelaterad webb-TV
- Riksdagen [40]
- Utbildningsradion [41]

## Sportrelaterad webb-TV

### Hockey
- Hockeykanalen.se [42]

Erbjöd Svenska Hockeyligan gratis sändningar från matcher (highlights), intervjuer med spelare och tränare samt reportage och diverse annat från svenska hockeyklubbar. Listan nedan innehåller endast ett urval (Elitseriens hockeyklubbar) av SvenskHockeys utbud.
- Brynäs IF [43]
- Djurgårdens IF [44]
- Frölunda HC [45]
- Färjestads BK [46]
- HV71 [47]
- Linköpings HC [48]
- Luleå HF [49]
- Modo Hockey [50]
- Rögle BK [51]
- Skellefteå AIK [52]
- Södertälje SK [53]
- Timrå IK [54]

### Fotboll
- Fotbollskanalen.se [55]
- Malmö FF [56]
- Djurgårdens IF [57]

### Övrigt sportrelaterat
- ATG [58]
- Auto Motor & Sport [59]
- Nyheterna.se [60]
- S24 [61]
- Svenska Spel [62]
- Svenskafans.com [63]
- Motorsportkanalen.se [64]
- Svensk Baskettelevision [65]
- Curlingkanalen.se [66]